# St. Veit (Ottensoos)

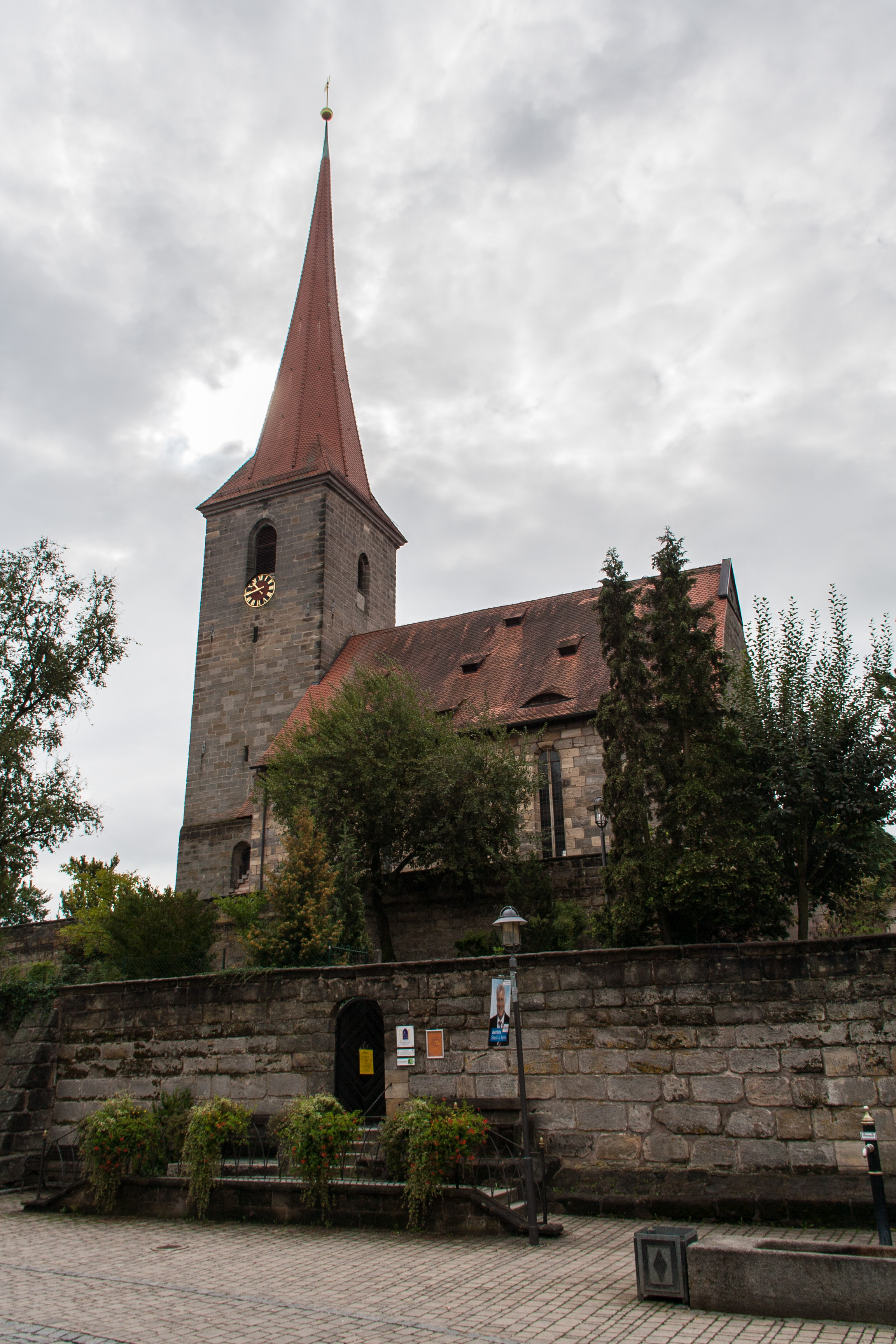
Pfarrkirche Ottensoos

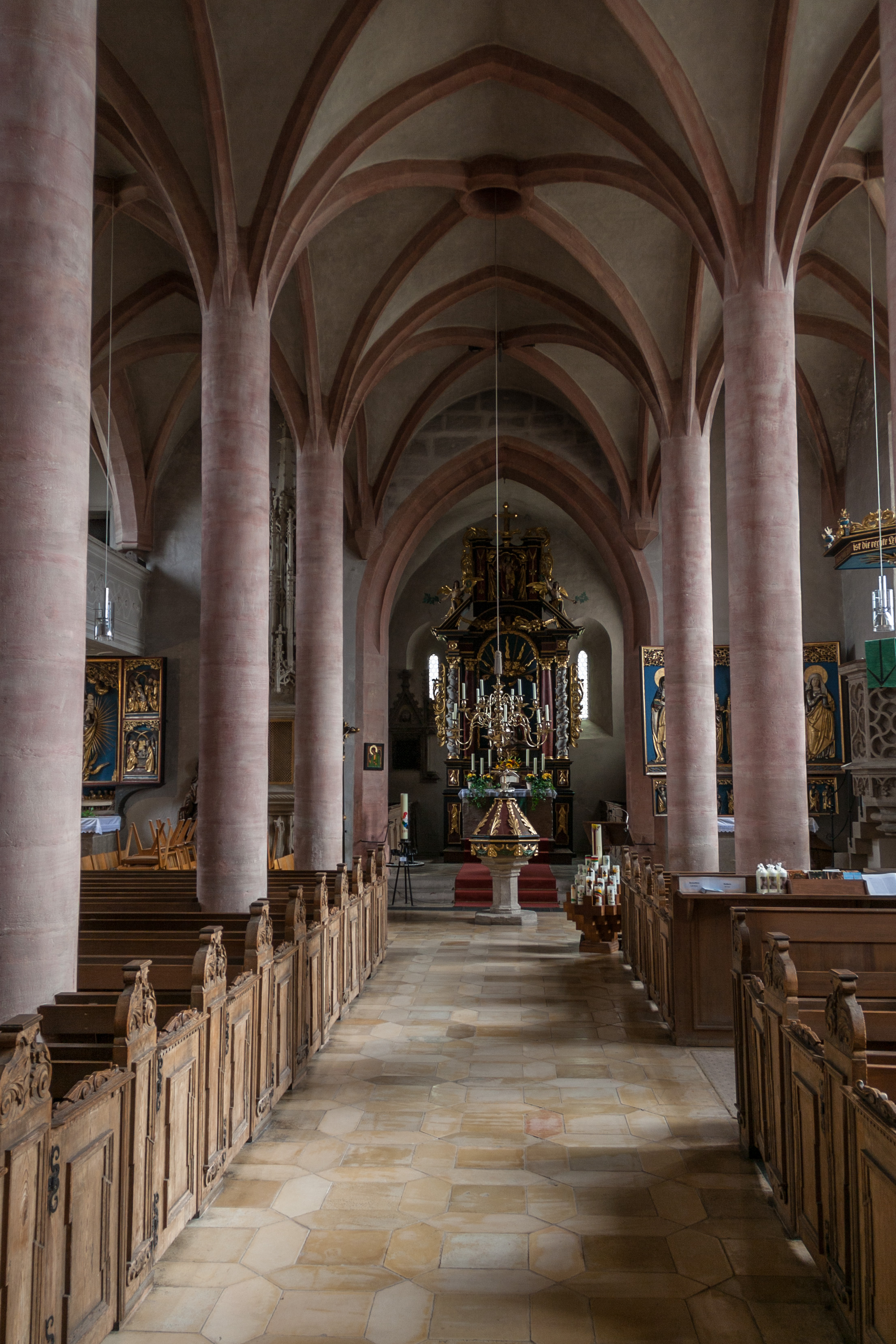
Innenansicht

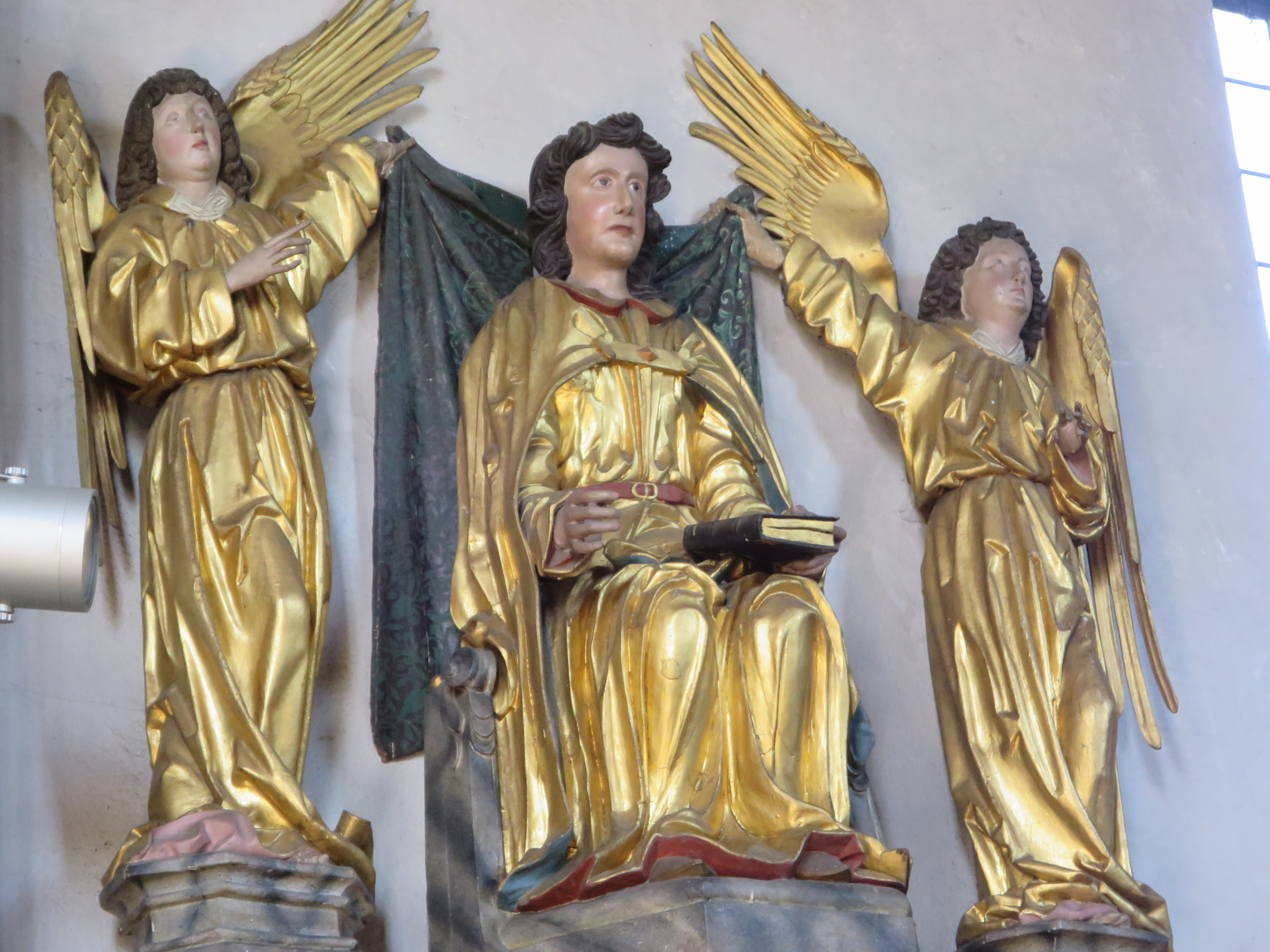
Figurengruppe mit dem Heiligen Veit

Die evangelische Pfarrkirche St. Veit ist eine gotische Hallenkirche in Ottensoos im mittelfränkischen Landkreis Nürnberger Land. Sie gehört zur evangelischen Kirchengemeinde von Ottensoos im Dekanat Hersbruck der Evangelisch-Lutherischen Kirche in Bayern.

## Geschichte und Architektur
Der Chorturm der Kirche stammt im Kern aus dem 13. Jahrhundert, das übrige Bauwerk wurde in der Zeit um 1450/1470 erbaut. Im Norden wurde um 1521 ein Schiff angebaut. Die Empore entstand 1738, die Treppe an der Nordwestecke 1738/1739. Die in der Art einer Kirchenburg erhöht liegende Kirche dominiert das ganze Dorf.
Der schlichte Außenbau wird durch ein einheitliches Dach über den vier Schiffen und durch den Turm mit hohem achtseitigem Spitzhelm geprägt. An der Sakristei wurde ein kleiner polygonaler Treppenturm mit Fachwerkgeschoss und Helm angebaut. An den kreuzrippengewölbten Chor schließt sich die vierschiffige Halle mit fünf Jochen an, deren Nordwestecke abgeschrägt ist. Das Gewölbe ruht auf zwölf schlanken Rundpfeilern. Die Schiffe sind ungleich breit, das später angefügte nördliche Schiff ist durch Gurtbögen abgesetzt. Das Innere ist eine überraschend lichte und weiträumige Halle.
Im Westen ist eine Empore über Kreuzgewölben, im nördlichen Seitenschiff eine Empore über Flachdecke eingebaut. Die Emporenbrüstung wurde 1738 mit Laub- und Bandelwerk stuckiert.

## Ausstattung
Der Hochaltar wurde 1798 von Balthasar Götz geschaffen. In der Mittelnische ist eine Schnitzfigur mit der Beweinung vom Beginn des 16. Jahrhunderts eingefügt. Der südliche Seitenaltar ist nürnbergischer Herkunft aus der Zeit um 1520. Er zeigt im Schrein eine Maria mit Kind im Strahlenkranz unter flachen Spitzbögen, auf den Flügeln sind Szenen aus der Kindheit Jesu Christi dargestellt. Auf den Standflügeln sind gefasste Szenen aus dem Marienleben in der Art des Hans von Kulmbach zu sehen.
Das mit Fialen reichgeschmückte Sakramentshaus ist auf das Jahr 1522 datiert und ist in der Art Veit Wirsbergers gestaltet. Eine rustikale Sakramentsnische entstand nach der Mitte des 15. Jahrhunderts. Die Kanzel ist mit spätgotischen Maßwerkfeldern verziert.
Weiter sind gefasste Holzfiguren des heiligen Veit, flankiert von zwei stehenden Engeln aus der Zeit um 1500 zu erwähnen. Eine Kreuzigungsgruppe vom Anfang des 16. Jahrhunderts wurde 1903 zusammengestellt. Aus dem spätgotischen Hochaltar der Kirche um 1500 stammen eine Lindenholzfigur des heiligen Veit und zwei stark ergänzte Relieftafeln. Im Chor sind zwei Nürnberger Glasgemälde vom Anfang des 16. Jahrhunderts erhalten. Im südlichen Seitenschiff wird ein thronender Christus des späten 13. Jahrhunderts aufbewahrt. Zwei Marmorgrabplatten im Flachrelief stammen aus der Zeit nach der Mitte des 16. Jahrhunderts.

## Orgel

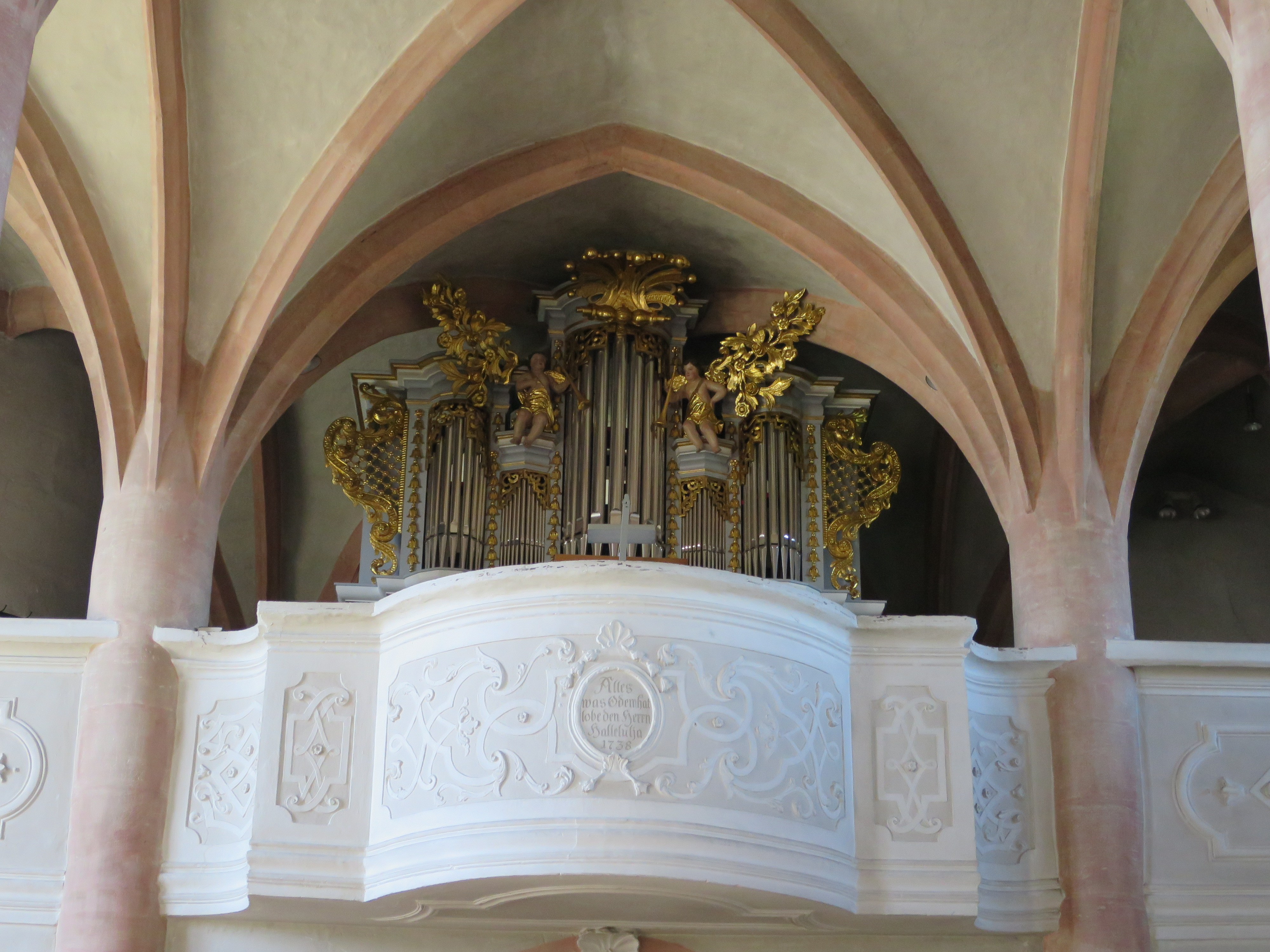
Westempore mit Orgell

Die Orgel mit 13 Registern auf zwei Manualen und Pedal wurde 1903 von Johannes Strebel als op. 108 unter Verwendung des Prospekts einer Orgel von Elias Hößler aus dem Jahr 1693 gebaut. Die Disposition lautet:
| I. Manual |       |
| Principal | 8′    |
| Gamba     | 8′    |
| Tibia     | 8′    |
| Gedeckt   | 8′    |
| Octave    | 4′    |
| Flöte     | 4′    |
| Mixtur    | 2 ⁄3′ |

| II. Manual      |    |
| Geigenprincipal | 8′ |
| Liebl. Gedeckt  | 8′ |
| Salicional      | 8′ |
| Fugara          | 4′ |

| Pedal  |     |
| Subbaß | 16′ |
| Violon | 08′ |